# Шторм, Лэнс
Лэнс Тимоти Эверс (англ. Lance Timothy Evers, род. 3 апреля 1969, Сарния, Онтарио), более известен как Лэнс Шторм (англ. Lance Storm) — бывший канадский рестлер в отставке. Он наиболее известен по своей работе в World Wrestling Entertainment (WWE), Extreme Championship Wrestling (ECW) и World Championship Wrestling (WCW), где он в общей сложности завоевал 13 чемпионских титулов (включая три титула одновременно в WCW).
Шторм начал свою карьеру в 1990 году, тренируясь с Крисом Джерико. Они работали вместе в Smoky Mountain Wrestling (SMW), образовав команду, известную как «Любители острых ощущений». В 1997 году Шторм присоединился к ECW, где работал вместе с Джастином Кредиблом в команде «Влиятельные игроки». Он оставался в ECW до 2000 года, а затем подписал контракт с World Championship Wrestling. В WCW Шторм выиграл одновременно титулы чемпиона Соединённых Штатов, в первом тяжёлом весе и хардкорного чемпиона, переименовав их в титулы чемпиона Канады, чемпиона до 100 кг и меньше и международное хардкорное чемпионство Саскачевана.
Когда WCW закрылась, его контракт был выкуплен World Wrestling Federation (WWF), и он был вовлечен в сюжетную линию «Вторжение». Он продолжал выступать в WWF (позже WWE) до 2005 года, когда покинул компанию. С тех пор Шторм сосредоточился на независимом рестлинге, а также на своей тренировочной школе Storm Wrestling Academy в Калгари, Альберта, Канада.

## Личная жизнь
Он женился на своей жене Тине в 1994 году, и у них две дочери, Рейчел и Ребекка.

## Титулы и достижения
- Canadian Rocky Mountain Wrestling
  - Чемпион Содружества в среднем тяжелом весе CRMW (5 раз)[2]
  - Североамериканский чемпион CRMW (1 раз)[3]
  - Североамериканский командный чемпион CRMW (2 раза) — с Крисом Джерико[4]
- Catch Wrestling Association
  - Чемпион мира CWA в младшем тяжелом весе (2 раза)[5]
- Extreme Championship Wrestling
  - Командный чемпион мира ECW (3 раза) — с Крисом Кандидо (1) и Джастином Кредиблом (2)[6]
- Pro Wrestling Illustrated
  - № 13 в топ 500 рестлеров в рейтинге PWI 500 в 2001[7]
- Smoky Mountain Wrestling
  - Телевизионный чемпиона SMW (1 раз)[8]
- Wrestle Association «R»
  - Международный командный чемпион WAR в полутяжёлом весе (2 раза) — с Юдзи Ясураока[9]
  - Командный чемпиона мира WAR в матчах шести человек (1 раз) — с Коуки Китахарой и Нобутакой Арайей[10]
- World Championship Wrestling
  - Хардкорный чемпион WCW (1 раз)[11]
  - Чемпион WCW в первом тяжёлом весе (1 раз)[12]
  - Чемпион Соединённых Штатов WCW в тяжёлом весе (3 раза)[13]
- World Wrestling Federation / World Wrestling Entertainment
  - Интерконтинентальный чемпион WWF (1 раз)[14][15]
  - Командный чемпион WWF/мира (4 раза) — с Кристианом (1), Уильямом Ригалом (2) и Чифом Морли (1)[16][17][18][19]
- Wrestling Observer Newsletter
  - Самый недооцененный (2001)